# 마르쿠스 아우렐리우 지 올리베이라 리마
마르쿠스 아우렐리우 지 올리베이라 리마(Marcos Aurélio de Oliveira Lima, 1984년 2월 10일 ~ )는 흔히 마르쿠스 아우렐리우(Marcos Aurélio)라는 이름으로 알려져 있는 브라질의 축구 선수로, K리그 등록명은 마르코스이다. 현재 코리치바에서 활약하고 있다.
2001년 우니앙 바르바렌시 소속으로 데뷔했으며, 이후 여러 클럽을 옮겨다니다 2009년 코리치바로 이적한 뒤 2010년 캄페오나투 브라질레이루 세리이 B의 우승에 일조하였다. 그 뒤 2012년 인테르나시오나우에 입단했으나 주전 확보에 실패하였고, 스포르트 헤시피, EC 바이아 및 K리그의 전북 현대 모터스로의 임대 생활을 전전한 뒤 세아라를 거쳐 2015년 코리치바로 복귀하였다.